# Вал Гардена
Вал Гардена је долина у северној Италији, на планинском венцу у источним Алпима - Доломитима, у области јужни Тирол. Позната је по скијању, планинарењу и обради дрвeта - дрводељству (специјални начин резбарења дрвета).

## Географија
Главна река ове долине је Рио Гардена, на Ладино језику Дерјон, а три најбитнија места су Ортисеи, Селва и Санта Кристина. Ови градови били су повезани и комуницирали су преко железнице Феровиа дела Вал Гардена

## Култура
Вал Гардена је једна од пет долина у којима се прича Ладинo језик (две од пет ових долина налазе се у јужном Тиролу). Врста Ладина који се овде прича на италијанском назива се Гарденезе, на немачком Горднериш а на самом Ладину Гердајна.

### Обрада дрвета
Дрводељска индустрија процветала је у Вал Гардени још од 17. века. Од 19. века статуе и олтари, произведени у овој регији, су слати католичким црквама широм света. У 18. веку осим религијских статуа, израда фигура у дуборезу које су описивале свакодневни живот раширила се долином. Међу њима најпопуларније су биле статуе просјака (обично у пару, мушко и женско), четири годишња доба и постоља за сатове. У 19. и 20. веку, резбарење дрвених играчака је било толико раширено у породицама Гардене да је Амелија Едвардс град Ортисеи називала главним градом играчака. Један од најпознатијих производа долине су биле Пег дрвене лутке, које су током 19. века биле популарне широм Европе и Америке. У једном од њених многих путовања Маргарета Вернер Морли отишла је у Европу, Вал Гардену, што је инспирисало да напише новелу Магаренце Џон у долини играчака. У жупној цркви Ортисеја изложена је богата колекција статуа изрезбарена од стране локалних уметника из последња два века. У музеју Вал Гардене у Ортисеију чува се историјска колекција дрвених играчака и статуа.

## Спортови

### Скијање
Долина је била домаћин ФИС Светског првенства у алпском скијању 1970. године. Вал Гардена Архивирано на веб-сајту  (19. септембар 2020) је дом Саслонг скијашког традиционалног такмичења, мушкog Светскog купa у спусту који се од 1969. године одржава готово сваке године. Од 2002. године овао такмичење у спусту је упарено са Супер-Г трком. Стаза Саслонг сматра се једном од пет „класичних“ мушких, заједно са стазом Кандахар у Гармиш-Партенкирхен-у (НЕМ), стазом Ханенкам у Китзбухел-у (АУС), стазом Лауберорн у Венген-у (ШВА) и стазом Критеријум у Вал-д`Исере-у (ФРА). Позната је по „камилиним грбама“ у серији од три мала скока која тркачи морају да изведу брзо. Двојица мушкараца освојила су титулу на Саслонг-у четири пута у каријери: Аустријанац Франз Кламер (1975, две трке у 1976, и 1982) и Италијан Кристиан Гедина (1996, 1998, 1999, и 2001). Ако се укључе и победе у такмилењу Супер-Г, двојица мушкараца су изједначили тај подвиг: Петер Милер из Швајцарске и Аустријанац Михаел Валцхофер. 1975. године одржан је и женски и паралелни слалом.

### Остали спортови
„Гардена пролећни трофеј“ је годишње међународно такмичење у клизању које се одржава сваког пролећа у Долини. Вал Гардена има хокејашки тим из Серије А - хокејашки клуб „Гардена.“
Википедија чланак